# Couratari sandwithii
Couratari sandwithii é uma espécie de planta lenhosa da família Lecythidaceae.
Pode ser encontrada nos seguintes países: Suriname e Venezuela.